# Jovellar (Albay)
Jovellar is een gemeente in de Filipijnse provincie Albay op het eiland Luzon. Bij de laatste census in 2007 had de gemeente bijna 18 duizend inwoners.

## Geografie

### Bestuurlijke indeling
Jovellar is onderverdeeld in de volgende 23 barangays:
| - Aurora Pob. - Bagacay - Bautista - Cabraran - Calzada Pob. - Del Rosario - Estrella - Florista - Mabini Pob. - Magsaysay Pob - Mamlad - Maogog | - Mercado Pob. - Plaza Pob. - Quitinday Pob. - Rizal Pob. - Salvacion - San Isidro - San Roque - San Vicente - Sinagaran - Villa Paz - White Deer Pob. |

## Demografie
Jovellar had bij de census van 2007 een inwoneraantal van 17.615 mensen. Dit zijn 258 mensen (1,5%) meer dan bij de vorige census van 2000. De gemiddelde jaarlijkse groei komt daarmee uit op 0,20%, hetgeen lager is dan het landelijk jaarlijks gemiddelde over deze periode (2,04%). Vergeleken met de census van 1995 is het aantal mensen met 739 (4,4%) toegenomen.

De bevolkingsdichtheid van Jovellar was ten tijde van de laatste census, met 17.615 inwoners op 105,4 km², 167,1 mensen per km².